# رالی مونت کارلو
رالی مونت کارلو (به‌طور رسمی با عنوان رالی اتوموبیل دو مونت-کارلو شناخته می‌شود) یک رویداد رالی است که هر ساله توسط باشگاه اتومبیل موناکو برگزار می‌شود. این رالی از زمان آغاز به کار خود در سال ۱۹۱۱ توسط شاهزاده آلبرت اول، برای نشان دادن پیشرفت‌ها و نوآوری‌های اتومبیلرانی و تبلیغ موناکو به عنوان یک استراحتگاه توریستی در سواحل مدیترانه بود. قبل از تغییر فرمت برگزاری در سال ۱۹۹۷، این رویداد یک «رالیم تمرکز» بود که در آن انندگانا از نقاط شروع مختلف در سراسر اروپا حرکت می‌کردند و به موناکو می‌رسیدنت. این رالی اکنون در امتداد کوت دازور در موناکو و جنوب شرقی فرانسه برگزار می‌شود.